# Galatasaray SK (basquete)
{{nota:|Para o time de futebol, veja Galatasaray Spor Kulübü.}
O Galatasaray Odeabank é um clube de basquete profissional com sede em Istanbul, Turquia que manda seus jogos da BSL e da EuroCopa na Abdi İpekçi Arena com capacidade para 12 270 espectadores.

## História
De acordo com a registros oficiais, o basquetebol foi praticado pela primeira vez na Turquia em 1904 no Robert College. Um professor norte americano de educação física
introduziu o esporte no país. Sete anos mais tarde, Ahmet Robenson, um professor de educação física do Galatasaray High School decidiu introduzir um novo esporte aos estudantes em 1911. O mesmo Robenson tornou-se presidente do Galatasaray SK mais tarde e foi responsável pela popularização do esporte em toda Turquia
O basquetebol tem sido modalidade importante para o clube, sendo que a equipe já venceu a liga turca em quatro oportunidades e a Liga de Istanbul em outras 16. O ex presidente do Galatasaray, Özhan Canaydın, que dirigiu o clube entre 23/03/2002 a 22/03/2008 era da equipe de basquete do clube.
Na temporada 2011-2012 o Galatasaray se classificou pela primeira vez para a Euroliga depois de vencer a fase qualificatória.
Nas temporadas recentes a equipe teve  os seguintes nomes em virtudes de contrato de patrocinadores:
- Galatasaray Cafe Crown (2005–2011)[4]
- Galatasaray Medical Park (2011–2013)[5]
- Galatasaray Liv Hospital (2013–2015)[6][7]
- Galatasaray Odeabank (2015-presente)

## Arenas como Mandante
- Ayhan Şahenk Arena (capacidade 3.500) (2006–2009)
- Abdi İpekçi Arena (2009–atualmente)

## Temporadas Recentes
| Temporada | Liga       | Regular | Play-off  | Copa da Turquia | Europa                    |
| --------- | ---------- | ------- | --------- | --------------- | ------------------------- |
| 2005-06   | Liga Turca | 8º      | QF        | QF              |                           |
| 2006-07   | Liga Turca | 4º      | SF        | QF              |                           |
| 2007-08   | Liga Turca | 5º      | QF        |                 | ULEB Eurocup 4º           |
| 2008-09   | Liga Turca | 4º      | SF        | SF              | FIBA EuroChallenge Top 16 |
| 2009-10   | Liga Turca | 9º      | Derrotado |                 | ULEB Eurocup Top 16       |
| 2010-11   | Liga Turca | 3º      | Derrotado | SF              | ULEB Eurocup Top 16       |
| 2011-12   | Liga Turca | 1º      | SF        | SF              | Euroliga Top 16           |
| 2012-13   | Liga Turca | 1º      | 1º        | Vice Campeão    | ULEB Eurocup Top 16       |
| 2013-14   | Liga Turca | 4th     | Derrotado | SF              | Euroliga Top 8            |

## Resultados

### Competições internacionais
- ULEB Eurocup:
  - Campeão (1): 2015-2016
  - Quarto colocado (1): 2007-2008 [8]

- Euroliga:
  - Top 8 (1): 2013-2014
  - Top 16 (1): 2011-2012 [9]

### Competições domésticas
- Liga Turca: [10]
  - Campeão (5): 1968-1969, 1984–1985, 1985–1986, 1989–1990 e 2012–2013
  - Vice Campeão (3): 1986-1987, 2010–2011, 2013-2014
- Campeonato Turco: (competição extinta)
  - Campeão (11): (record) 1947, 1948, 1949, 1950, 1953, 1955, 1956, 1960, 1963, 1964, 1966
- Copa da Turquia: [11]
  - Campeão (3): 1969-1970, 1971–1972, 1994–1995
  - Vice Campeão (2): 1968-1969, 2012-2013
- Copa Presidente da Turquia: [12]
  - Campeão (2): 1985 e 2011
- Liga de Istanbul:
  - Campeão (17): (record) 1933–1934, 1934–1935, 1935–1936, 1941–1942, 1942–1943, 1944–1945, 1945–1946, 1946–1947, 1947–1948, 1948–1949, 1949–1950, 1950–1951, 1951–1952, 1952–1953, 1953–1954, 1957–1958, 1960–1961
- Copa da Federação:
  - Campeão (6): (record) 1954-1955, 1955-1956, 1956-1957, 1961-1962, 1962-1963, 1964-1965
- Taça de Istanbul:
  - Campeão (1): (record) 1943-1944

## Ligações Externas
- Galatasaray SK Site Oficial (em turco) (em inglês) (em francês)
- Site e Forum não oficial de fãs (em turco)
- Liga Turca de Basquetebol (em turco)
- Perfil TBLStat.net (em inglês) (em turco)
- No Eurobasket.com (em inglês)
- euroleague.net (em inglês)